# Société à responsabilité limitée
La Société à responsabilité limitée (in sigla: SARL) è una forma societaria utilizzata in Francia, Svizzera, Lussemburgo, Macao, Algeria, Tunisia, Madagascar, Libano e nel Principato di Monaco. Analogamente alla società a responsabilità limitata italiana appartiene alla categoria delle società di capitali e, quindi, risponde delle obbligazioni sociali solamente con il suo patrimonio.